# Юськова, Ксения Александровна
Ксения Александровна Юськова (род. 8 июня 1996) — российская пловчиха.

## Карьера
В 2011 году на европейском чемпионате среди юниоров стала чемпионкой на дистанции 200 метров вольным стилем. Также в составе российской четвёрки завоевала серебро в комбинированной эстафете 4×100 м.
На следующем юниорском чемпионате Европы стала чемпионкой в эстафете 4×100 м вольным стилем, а на дистанции 400 метров вольным стилем финишировала второй.
Чемпионка России 2012 года в эстафете 4×200 м вольным стилем.
С чемпионата мира 2012 года по плаванию на короткой воде привезла серебро за эстафету 4×200 м вольным стилем.
Осенью 2013 года выехала тренироваться во Флориду (США).
Приказом министра спорта № 19-нг от 14 февраля 2012 года Юськовой Ксении Александровне присвоено спортивное звание мастер спорта России международного класса.